# ゲイリー・フェイ・ロック
ゲイリー・フェイ・ロック（英語：Gary Faye Locke、中国名:駱家輝，日本語読み:らく・かき、1950年1月21日 - ）は、アメリカ合衆国の政治家。第21代ワシントン州知事、バラク・オバマ政権で第36代アメリカ合衆国商務長官、アメリカ合衆国駐中華人民共和国大使を務めた。中国系アメリカ人としてアメリカ史上初めて州知事に就任した人物として知られている。

## 生い立ちと家族
1950年1月21日にワシントン州シアトルで、5人兄弟の第2子として誕生する。父方の祖先は清代の広東省台山からの移民であり、ロックは中国系3世である。父のジェイムズはアメリカ生まれアメリカ育ちで、母のジュリーはイギリス統治下の香港出身だった。両親はロックに中国名駱家輝（広東語発音：ロク・ガー・ファイ）を与えた。いくつか簡単な台山方言と広東語を少し話せるが、標準語(北京語)は全く話せないという。
1968年にシアトルのフランクリン高校 (en) を首席で卒業する。ワシントン州ボーイスカウトに所属、アメリカ・ボーイスカウトの最高階級であるイーグル・スカウトに列され、殊勲イーグルスカウト賞が授与されている。
ロックはアルバイトで学費を稼ぎ、加えて学資援助や奨学金を利用してイェール大学に入学した。1972年に政治学の学士号を取得。1975年にはボストン大学法科大学院で法務博士号を取得した。
1994年10月15日にワシントン州シアトルのテレビ局KING-TVのレポーターであったモナ・リーと結婚。モナの父親は上海・母親は湖北の生まれで、共に台湾で育った後にアメリカへ移民した。ロックはモナとの間に3人の子供をもうけた。長女は1997年3月に誕生したエミリー・ニコール、長男は1999年3月に誕生したディラン・ジェイムズ、次女は2004年11月に誕生したマデリン・リーである。2015年4月に離婚。

## 初期の政治経歴
1982年に南シアトル地区からワシントン州下院議員に選出。ワシントン州下院歳出委員会で委員長を務めた。1993年に中国系アメリカ人として初めてキング郡長官に選出。この選挙においてロックは3選目を目指していた共和党現職のティム・ヒルを得票率58パーセント対42パーセントで下した。

## ワシントン州知事
1996年にワシントン州知事選挙で勝利を収め、中国系アメリカ人としてアメリカ史上初めて州知事に就任した。ロックはこの選挙において、共和党所属の元州下院議員エレン・クラスウェルを得票率58パーセント対42パーセントで下した。ロックは都会派の自由主義者として同性愛や人工妊娠中絶を擁護する論調で支持を集めた。1997年に州の選挙管理当局はロックが主宰する政治委員会に対して、2500ドルの罰金を科した。選挙管理当局はこの罰金について、1996年の選挙活動中に州の選挙資金法に抵触する行為が認められたためであると公表した。2000年の州知事選挙にも立候補し、ラジオパーソナリティの共和党候補ジョン・カールソンを大差で破っている。
ロックは共和党の「新税は無い」という路線に迎合する政策を採った。しかしながら2001年の経済危機に続いてワシントン州の財政が悪化すると、民主党員はロックを非難し、ロックによる州の財政再建案に異を唱えた。ロックが行った支出抑制策により、数千人の州公務員が一時解雇され、健康保険支給額が削減され、州公務員に対する給与支払いが凍結され、介護施設や発育障害児支援に対する資金援助が縮小された。
ロックは国政の場において副大統領候補の有力な新星の1人として民主党から言及された。ロックはジョージ・W・ブッシュ大統領の2003年一般教書演説において、教書に対する民主党としての応答を提示する役割を任された。1997年の一般教書演説の際に州知事として出席したことがあった。

### 2004年ワシントン州知事選挙
2003年にワシントン州のフィル・タルマッジ元最高裁判所判事は政治的左派の支持を受けて、2004年の州知事民主党予備選挙に立候補する計画を発表した。タルマッジはロックについて指導力を欠いていると指摘し、ロックの対抗馬になると言及した。だがタルマッジは健康的理由により、選挙戦を早い段階で離脱した。
2003年7月にロックは周囲の意に反して、州知事の3選目を目指さないことを明らかにした。これに関して「この州に対しては、深い愛情があります。ですが私はそれ以上に家族に対して多くの時間を捧げたいと思っています」と弁解した。シアトル・ポスト・インテリジェンサーの特別寄稿者スーザン・ペインターは、2期連続で州知事を務めたロックが公職を退く決断を下した要因について、ロックや家族に対する中傷や脅迫が関与していることを示唆した。そしてその脅威は特に2003年の一般教書演説において民主党の応答演説者を務めた後から激しくなり、それがロックの決断を決定的なものにしたと分析した。ロックは何百通もの脅迫状や脅迫メールを受け取り、その中には子供を殺すとの脅し文句も含まれていた。
2005年1月12日の任期満了を持って州知事を退任。後任の州知事については2004年の州知事選挙の結果をめぐってアメリカ民主党のクリスティーン・グレゴワール候補とアメリカ共和党のディノ・ロッシ候補が僅差による集計で争っていた。そのため仮にロックの任期満了までに選挙結果が確定していなかった場合、州憲法の規定により後任が確定するまでロックが継続して州知事を務めることになっていた。最終的には手作業による3度目の集計により民主党のグレゴワール候補が後任となった 。

## 2005年から2009年にかけて
ワシントン州知事を退任した後、国際法律事務所であるデイビス・ライト・トリメインに加わった。この法律事務所では、中国関連の案件や政府間関係の案件を扱う部門に所属。2008年アメリカ合衆国大統領選挙の民主党予備選挙においてヒラリー・クリントンを支持し、クリントン陣営のワシントン担当委員長を務めた。

## アメリカ合衆国商務長官

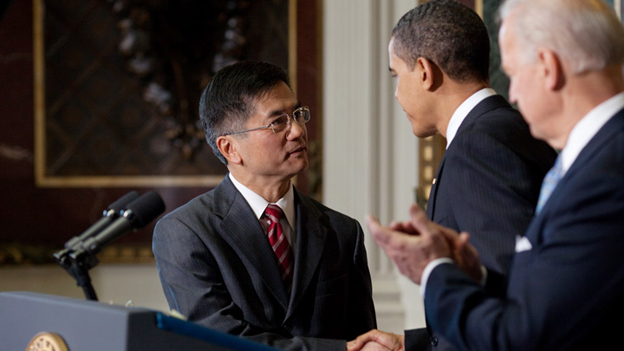
商務長官への指名を受けるロック

2008年12月4日にAP通信はバラク・オバマ次期政権における内務長官の有力候補として、ロックの名前を報道した。だが実際にはコロラド州選出連邦上院議員のケネス・リー・サラザールが指名を受けた。
2009年2月25日にロックはバラク・オバマ政権において商務長官に指名された。指名承認は2009年3月24日に行われ、アメリカ合衆国連邦上院は満場一致でロックを承認した。就任式は2009年3月26日に実施され、リチャード・ジョーンズ連邦判事が就任宣誓を執り行った。ロックは中国系アメリカ人として最初のアメリカ合衆国商務長官に就任した。アジア系アメリカ人としてはバラク・オバマ政権においてチューエネルギー長官・シンセキ退役軍人長官に続く3人目の大統領顧問団（閣僚）となった。これによりバラク・オバマ政権は過去最多のアジア系アメリカ人閣僚を抱える政権となった。

## アメリカ合衆国中国大使

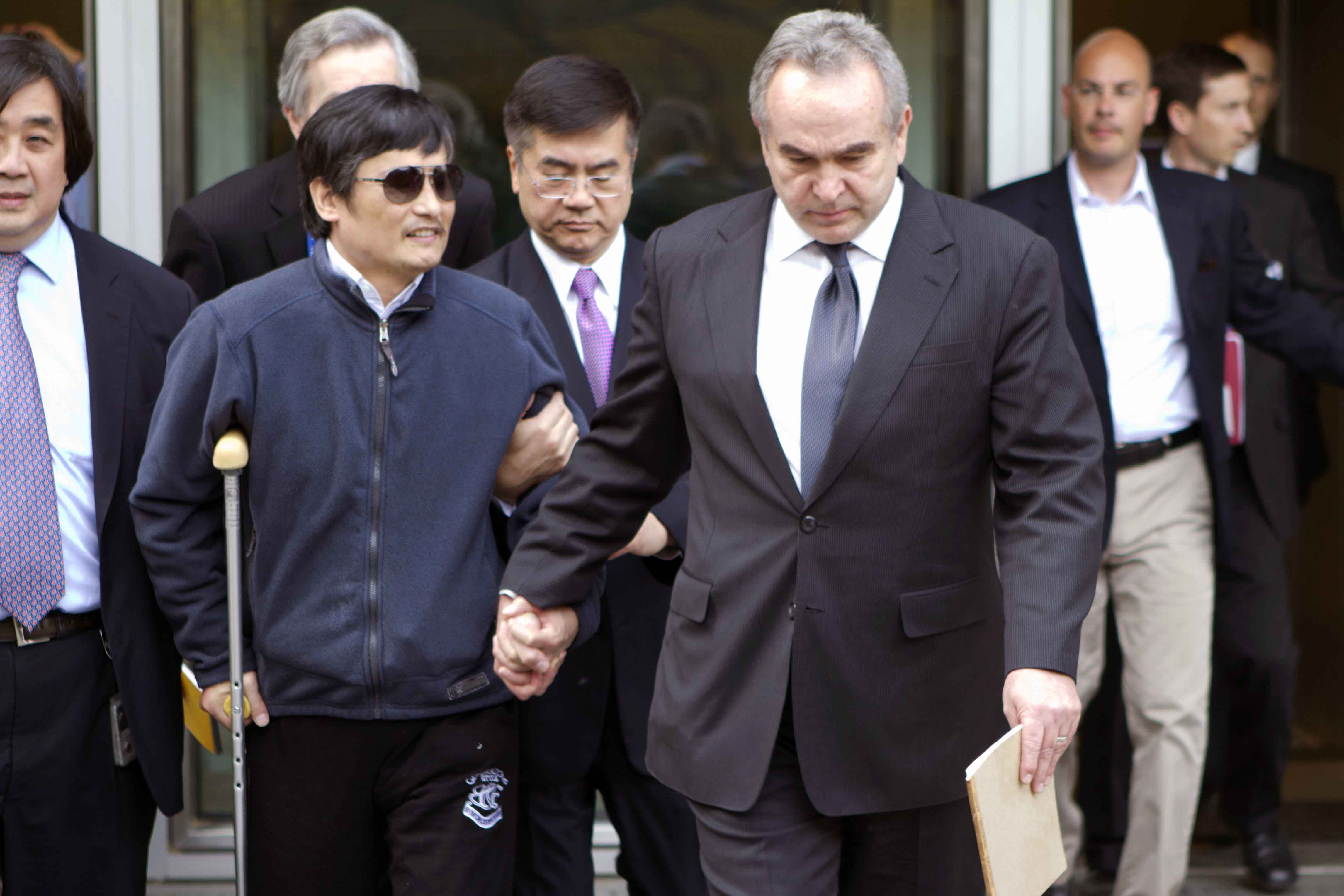
ロックは人権活動家陳光誠（左）のアメリカ入国を手助けした。右はカート・キャンベル。

2011年3月9日にバラク・オバマ大統領は2011年4月末に退任するジョン・ハンツマンの後任の駐中国大使として正式指名した。2011年6月23日にアメリカ合衆国上院外交委員会は就任を承認し、8月1日より中国系アメリカ人として初の駐中国大使となる。
。米国駐華大使としては、王立軍の亡命要請を拒否して中国へ迅速に身柄を引き渡したため、批判された。また、陳光誠のアメリカへの受け入れに関わり、こちらは高く評価された。
2013年11月20日にアメリカ合衆国駐華大使を2014年初頭に辞任する意向を発表した。ロックはメディアの取材に対して「子供たちにアメリカの教育を受けさせたい」と辞任の理由を説明したが、突然の辞任であったために様々な憶測が飛び交っている。陳光誠の事件に反発した中国政府の意向が影響してると唱える者もいる。

## 対中関係
ロックは中国製品を特に愛用しているようであり、パソコン・書籍・携帯電話・DVD・電子レンジ・庭に置かれた家具・子どものおもちゃ・一家の衣服・そして自身の財布までもが中国製品である。ロックは「まさにアメリカ人は安価で品質の良い中国製品のおかげで余ったお金を教育・住宅購入・旅行・老後の資金などにまわすことができる」と指摘する。このためロックはワシントン州知事時代にアメリカ合衆国と中華人民共和国の間の経済・貿易関係の発展を積極的に推し進めた。
ワシントン州知事当選後間も無い1997年10月にロックはワシントン州政府高官22人を引き連れて初めて中国を訪れた。その後も訪中を重ねて中国の指導者と会談。様々な経済・貿易合意を締結し、経済・貿易関係の発展を促した。まさにロックの努力によって任期中に中国がワシントン州の第3の貿易パートナーとなり、アメリカの対中国輸出の7分の1をワシントン州が占めるようになった。